# Alexandrine-Polka
Die Alexandrine-Polka oder Alexandrinen-Polka ist eine Polka von Johann Strauss (Sohn) (op. 198). Das Werk wurde zwischen Mai und Juli 1857 in Pawlowsk in Russland erstmals aufgeführt.